# Torneo Albert Schweitzer 2000
Il Torneo Albert Schweitzer 2000 si è svolto nel 2000 nella città tedesca di Mannheim.

## Classifica finale
| Pos. | Squadra     |
| ---- | ----------- |
|      | Jugoslavia  |
|      | Grecia      |
|      | Stati Uniti |
| 4.   | Australia   |
| 5.   | Francia     |
| 6.   | Bielorussia |
| 7.   | Germania    |
| 8.   | Russia      |
| 9.   | Spagna      |
| 10.  | Croazia     |
| 11.  | Slovenia    |
| 12.  | Lettonia    |
| 13.  | Turchia     |
| 14.  | Lituania    |
| 15.  | Bulgaria    |
| 16.  | Finlandia   |